# TuS Coblence
Ne doit pas être confondu avec TuS Rot-Weiß Coblence.
Maillots
Le TuS Coblence (en allemand TuS Koblenz) est un club allemand de football basé à Coblence en Rhénanie-Palatinat.

## Historique
- 1911 : fondation du club sous le nom de FC Deutschland Neuendorf
- 1917 : fermeture du club
- 1919 : refondation du club sous le nom de FV Neuendorf
- 1934 : fusion avec le TV Neuendorf, le ASV Neuendorf et le DJK Neuendorf en TuS Neuendorf
- 1945 : fermeture du club
- 1945 : refondation sous le nom de SpVgg Neuendorf
- 1947 : le club est renommé TuS Neuendorf
- 1982 : le club est renommé TuS Koblenz

## Palmarès
- Oberliga Sud-Ouest (Niv. I)
  - Vice-champion : 1952, 1953 et 1956

- 2. Oberliga Sud-Ouest (Niv. II)
  - Vice-champion : 1960

- Regionalliga Sud-Ouest (Niv. II)
  - Vice-champion : 1968 et 1969